# Adeline Gargam
Adeline Gargam, née en 1980, est une spécialiste de la littérature française et de la place des femmes au XVIIIe siècle.

## Biographie
En 2011, Adeline Gargam soutient sa thèse en Lettres modernes, sous la direction de Florence Vuilleumier Laurens et de Aleksandr Fedorovič Stroev. Sa thèse est publiée en 2013 sous le titre Les Femmes savantes, lettrées et cultivées dans la littérature française des Lumières ou la conquête d’une légitimité (1690-1804). Elle y répertorie 531 femmes savantes, lettrées et cultivées du XVIIIe siècle. L'accès des femmes à la culture littéraire et scientifique est un aspect de ce siècle, malgré les obstacles que celles-ci devaient surmonter. Le XVIIIe siècle est une période d'émancipation intellectuelle pour les femmes même si celle-ci a été freinée au cours de la période 1789-1804.
Un autre ouvrage, publié en 2013, fait le récit de la construction de la misogynie, à travers les textes mythologiques antiques et bibliques. En 2020, Adeline Gargam réunit un colloque avec l'universitaire Bertrand Lançon. Leur travail montre en quoi la Bible a été convoquée de manière fallacieuse pendant des siècles pour légitimer des fantasmes misogynes. La misogynie est une construction en faveur de la domination masculine. Cette recherche fait l'objet d'une seconde édition revue et augmentée en 2020 : Histoire de la misogynie : racines et ramifications européennes. Cet ouvrage fait partie des 10 bons essais sur le féminisme, publié par le Nouvel Obs en 2020.
D'octobre 2011 à septembre 2013, Adeline Gargam enseigne à l'Université de la Nouvelle-Calédonie. Puis elle rejoint l'Université de Bretagne Occidentale à Brest.

## Ouvrages
- Les femmes savantes, lettrées et cultivées dans la littérature française des Lumières ou La conquête d'une légitimité : 1690-1804, Paris, Honoré Champion, 2013, 1052 p. (ISBN 978-2-7453-2564-8)
- Histoire de la misogynie : de l'Antiquité à nos jours, Paris, Arkê, 2013, 311 p. (ISBN 978-2-918682-22-6)
- Femmes de sciences de l’Antiquité au XIXe siècle : Réalités et représentations, Editions Universitaires de Dijon, 2014.
- Histoire de la misogynie : le mépris des femmes de l'Antiquité à nos jours, Paris, Arkhê, 2020, 348 p. (ISBN 978-2-918682-77-6)